# Жилино (Первомайський район)
Жи́лино (рос. Жилино) — село у складі Первомайського району Алтайського краю, Росія. Адміністративний центр Жилинської сільської ради.

## Населення
Населення — 980 осіб (2010; 1045 у 2002).
Національний склад (станом на 2002 рік):
- росіяни — 93 %